# Пестрогрудая дроздовая мухоловка
Пестрогрудая дроздовая мухоловка (лат. Pseudorectes incertus) — вид воробьиных птиц из семейства свистуновых. Подвидов не выделяют. Эндемик Новой Гвинеи.

## Описание
Пестрогрудая дроздовая мухоловка достигает длины 21,5—23 см и массы около 75 г. Половой диморфизм не выражен. У взрослых особей макушка и верхняя часть тела тёмно-коричневые, верхние кроющие перья хвоста с рыжеватым оттенком. Верхняя часть крыльев и хвост тёмно-коричневые; маховые перья и хвост с рыжеватым оттенком. Нижняя часть тела коричневато-белая, горло и верхняя часть груди испещрены коричневыми или тёмно-коричневыми пятнами, иногда образующими сплошную полосу. Радужная оболочка тёмно-коричневая (цвет варьируется от тёмно- до средне-коричневого и может зависеть от возраста и пола). Клюв рогово-коричневый; ноги оливково-серые. Молодые особи не описаны.

## Вокализация
Песня пестрогрудой дроздовой мухоловки представляет собой прекрасный, бурлящий дуэт; первая ведущая птица поёт громкую, быструю, сочную, свистящую фразу средней высоты, повторяющуюся несколько раз. Вторая ведомая особь начинает петь почти сразу после начала песни первой птицы; произносит более короткую фразу высоким тоном, громче и пронзительнее. Первая птица заканчивает пение после второй. Позывка — пять или более приглушенных нот, повторяющихся с частотой две ноты в секунду, с постоянной или повышающейся высотой звука.

## Места обитания и биология
Пестрогрудая дроздовая мухоловка обитает в тропических лесах Новой Гвинеи, обычно с невысокой сомкнутостью полога и открытым средним ярусом. Встречается на открытых прибрежных равнинах от уровня моря до высоты 100 м над уровнем моря, часто в районах с высоким годовым количеством осадков (более 3750 мм), где лес сезонно затопляется.
Кормится в нижних и средних ярусах леса на высоте 5—18 метров от земли в густой растительности с переплетением виноградных лоз, обычно группами по 3—6 особей. Может присоединяться к смешанным группам кормящихся птиц. В состав рациона входят насекомые и фрукты. Биология размножения не описана.